# Formiate d'hexyle

Le formiate d'hexyle ou méthanoate d'hexyle est l'ester de l'acide formique (acide méthanoïque) avec l'hexanol et de formule semi-développée HCOO(CH2)5CH3, utilisé comme arôme dans l'industrie alimentaire et la parfumerie.